# Альберт Сала
Альберт Сала (ісп. Albert Sala, 15 липня 1981) — іспанський хокеїст на траві.
Срібний призер Олімпійських Ігор 2008 року, учасник 2004 року.
Чемпіон Європи 2005 року, срібний призер 2007 року.
Переможець Трофею чемпіонів 2004 року, бронзовий призер 2005, 2006 років.
Переможець Виклику чемпіонів 2003 року.